# One Piece Film: Strong World
One Piece Film: Strong World (також відомий як One Piece: Strong World або просто Strong World) — анімаційний фентезі бойовик 2009 року, режисером якого є Мунехіса Сакаї, а сценаристом — Хірохіко Камісака. Це десятий художній фільм, заснований на манзі One Piece, створеній Еїчіро Одою. У фільмі Шікі, зловісний капітана свого екіпажу, викрадає Намі, щоб змусити її приєднатися до його команди. Манкі Д. Луффі та його екіпаж мають зупинити Шікі, щоб він не здійснив своїх планів.
One Piece Film: Strong World вийшов 12 грудня 2009 року та отримав схвальні відгуки за сюжет, анімацію, дизайн персонажів, добре зроблені бойові сцени та участь Оди у фільмі.

## Сюжет
Шікі використовує свої сили диявольського фрукта, щоб знищити морські кораблі та попередити Манкі Д. Гарпа і адмірала флота Сенгоку. На плаваючому острові Манкі Д. Луффі переслідується генетично вдосконаленим чудовиськом. Монстр перевершений іншими чудовиськами, поки Луффі не здолав четвертого монстра. Інші Солом'яні капелюхи були розділені на три групи: Санджі та Усопп; Ророноа Зоро і Тоні Тоні Чоппер; та Ніко Робін, Френкі і Брук.
Тим часом Намі знаходиться з Шікі, який розповідає їй, що вона була взята на острів проти своєї волі, і показується короткий флешбек: кілька днів тому члени Солом'яного капелюха дізналися новини про напад на Іст-Блю. Луффі дає обіцянку захищати Іст-Блю, перш ніж побачити корабель Шікі над ними. Після того, як вони втікають від бурі, Шікі зустрічає Намі і відкриває їй свої сили, які дозволяють йому робити себе та будь-який неодушевлений предмет, який він торкається, здатними плавати в повітрі. Дізнавшись, що саме Намі передала попередження, Шікі пропонує їй відвезти їх в Іст-Блю, перш ніж викрасти Намі. Інші намагаються врятувати її, але Шікі змушує піратів розбігтися по острову. Шікі пропонує Намі стати його навігатором, але вона відмовляється. Його слуга, доктор Індіго, демонструє еволюціоновану пташку на ім’я Біллі, яка може виробляти електричний струм, але Шікі відмовляється від нього після того, як доктор Індіго отримує удар струмом. Він розповідає, що рослина під назвою IQ може миттєво викликати еволюцію тварин і збільшувати їхню силу в процесі.
Намі захищає Біллі, і пташка залишається з нею, коли Шікі та його люди йдуть. Тим часом Санджі та Усопп борються з різними тваринами, поки Санджі шукає Робін і Намі. Зоро і Чоппер рятують молоду дівчину, Сяо, та їх ведуть до її села, де їм розповідають про великі отруйні рослини навколо села. Однак тривале перебування поблизу цих рослин отруйне для людей, і бабуся дівчини захворіла від них. Сяо шукала ліки — рослину IQ, але Шікі викрав ці рослини для своїх експериментів. Санджі та Усопп дізнаються, що Шікі також забирає всіх чоловіків і молодих жінок до свого королівського палацу, залишаючи село тільки з дітьми і старими, після чого вони зустрічаються з Зоро і Чоппером. Намі втікає з допомогою Біллі і знаходить Саузенд Санні разом з Луффі.
Група Робін дізнається, що Шікі планує випустити тварин на острові в Іст-Блю, щоб примусити Світовий Уряд до капітуляції, і що він планує провести демонстрацію сили проти села на плаваючому острові. Вони приєднуються до інших у селі та дізнаються про план від місцевих жителів. Шікі зустрічає і перемагає Солом'яних капелюхів, пропонуючи Намі знову приєднатися до нього за умови, що село Кокояші буде залишене в спокої. Група Робін прибуває і приєднується до решти екіпажу. Сяо дає їм тональний дзвінок, і вони відтворюють те, що виглядає як прощальне послання Намі для екіпажу, але Луффі сердито йде до кінця. Тим часом Намі намагається знищити рослини, що захищають палац Шікі, але сама отруюється. Шікі замикає її біля рослин і вирушає зустрічати піратів. Під час вітання, Солом'яні капелюхи завдають першочергового удару по Шікі і його посіпакам.
Група врешті-решт перемагає їх, а Чопперу та Усоппу наказують шукати Намі. Намі знаходить Біллі, який допомагає знищити рослини, як тільки Усопп і Чоппер прибувають. Чоппер незабаром розуміє, що єдиний спосіб врятувати Намі — це знайти ліки з рослини IQ, але Шікі намагається їх зупинити. Луффі вступає в дуель з Шікі. Вони знаходять рослину IQ, але виявляється, що ліки тримає доктор Індіго. Зоро вдається перемогти доктора Індіго, і Намі одужує. Тим часом Санджі та Брук стають свідками того, як один із посіпак Шікі, капітан Скарлет, намагається поцілувати Робін, але Санджі перемагає Скарлет. Намі, Усопп і Чоппер обманюють Шікі, змушуючи його перенаправити свій корабель на острів, що змушує його екіпаж втекти. Солом'яні капелюхи встановлюють вибухівки в палаці.
Шікі знову зосереджує свою увагу на Солом'яних капелюхах, але Луффі використовує електричний заряд, створений Усоппом, і збиває Шікі з ніг, залишаючи Луффі переможцем. Інші члени екіпажу тікають на Саузенд Санні, використовуючи піратський вітрило Шікі як парашут. Луффі відновлюється завдяки Біллі, тим часом мешканці села показані в польоті, використовуючи крила на своїх руках. Морські піхотинці захоплюють відступаючих піратів, включаючи Шікі. Коли Морські піхотинці бачать, як острови розбиваються в море, тепер уже позбавлені сили Шікі, вони помічають Саузенд Санні. Однак Луффі і його команда втікають. Пізніше Луффі дізнається, що повідомлення Наамі насправді було зашифрованим SOS; вона просила екіпаж врятувати її. Луффі намагається послухати до кінця, в той час як Намі намагається забрати тональний дзвінок від сором'язливості, через що він потрапляє за борт.

## Виробництво
Ода особисто керував виробництвом Strong World, створив оригінальний сюжет фільму та понад 120 сторінок ескізів. Крім того, він вказав своє ім’я в титрах фільму, щоб підкреслити своє бажання створити фільм, який відрізняється від своїх дев'яти попередників. Реальним режисером фільму є Мунехіса Сакай, який також був колишнім режисером телевізійного аніме One Piece. Японський рок-гурт Mr. Children виконав головну пісню фільму «Fanfare». Ода особисто запропонував їм цю можливість.

## Сприйняття

### Кінопрокат
У перші вихідні показу One Piece Film: Strong World фільм був переглянутий 820,000 разів на 188 екранах по всій Японії, з яких 103 екрани були повністю розпродані протягом усього вікенду. Це принесло в середньому 5,520,000 японських єн (приблизно 62,200 доларів США) на кожен екран — рекорд для фільму з національним прокатом у Японії. Загальний дохід склав ¥1,038,000,000 (приблизно $11.7 мільйона), з яких ¥553,000,000 (приблизно $6.24 мільйона) припало на перший день і ¥485,000,000 (приблизно $5.47 мільйона) на другий, що дозволило фільму перевершити результати таких блокбастерів, як «Рибка Поньо на кручі» (¥1,025,000,000) та «Гаррі Поттер і напівкровний Принц» (¥990,000,000) у їхні перші вікенди показу. Цей фільм також заробив більше, ніж його попередник, One Piece: Episode of Chopper + Fuyu ni Saku, Kiseki no Sakura, який загалом приніс ¥920,000,000 (приблизно $11 мільйонів). Завдяки такому успіху Strong World став номером один за касовими зборами в Японії та четвертим на міжнародному ринку з 11 по 14 грудня. Частину цього успіху приписують компанії Toei, яка під час прем'єри фільму роздавала мангу "One Piece Volume 0", що допомогло залучити ще більше фанатів.
У вікенд 19-20 грудня Strong World вдруге поспіль очолив японський прокат, заробивши $22,500,000 за перші вісім днів показу, встановивши новий рекорд для компанії Toei. Цей результат перевершив попередній рекорд, встановлений Aibo у 2008 році, який для досягнення такої суми потребував ще два дні, а в підсумку зібрав $50,000,000. Toei очікує, що Strong World перевищить цю суму на $7,000,000.
У третій тиждень Strong World опустився на 3 місце в японському прокаті за версією Kogyo Tsushinsha та на 4 місце за версіями Variety та Rentrak Theatrical. Фільм демонструвався на 193 екранах і збільшив свої загальні касові збори на $2,576,258, досягнувши нового загального результату в $32,238,129. Фільм демонструвався на 194 екранах і заробив ще $2,611,102, збільшивши загальний дохід до $39,439,879. П'ятий тиждень фільм залишився на 4 місці, заробивши ще $1,753,517 на 194 екранах, що принесло нову суму в $44,506,849. На шостому вікенді Strong World впав на 6 місце, але все ще заробив додаткові $1,063,584 на 193 екранах, збільшивши загальний дохід до $47,918,186, перед тим як вийти з Топ-10 на наступному тижні. Загальний світовий збір фільму склав близько $61,2 мільйона.

### Відгуки
One Piece Film: Strong World отримав позитивні відгуки від критиків, які високо оцінили екшн-сцени, сюжет, анімацію та участь Оди у фільмі.
Кріс Беверидж з The Fandom пост описав фільм як «дуже спрощену історію Оди, яка тривала б двадцять або тридцять епізодів, якби її зробили як звичайну арку для телевізійного серіалу», додавши, що сюжет був «передбачуваний», але також «добре відшліфований». Беверидж також похвалив фільм за те, що він має сильніший зв'язок з телевізійним серіалом One Piece, ніж попередні фільми франшизи. Ребекка Сільверман з Anime News Network поставила фільму оцінку «B», похваливши сюжет і дизайн персонажів. Сільверман зазначила, що «ніхто не може придумати такі дивні сміхи або монстрів, як Ода», хоча несприятливо порівняла деяку анімацію з «стоп-моушн анімацією». Сільверман також прокоментувала англійський дубляж фільму, сказавши, що дебют Іана Сінклера у ролі Брука «дуже добре підходить для цієї божевільної скелетної ролі», хоча їй здалося, що акцент Скотта МакНіла в ролі Шікі «трохи відштовхує». Попри те, що Кайл Міллс з DVD Talk був здебільшого незнайомий з франшизою, він порекомендував фільм, похваливши «чудовий склад персонажів» і «гігантську крутезну фінальну битву».
Джеффрі Кауфман з Blu-ray.com також порекомендував Strong World, описавши його як «гучний, неймовірно енергійний і часто нелогічний», але також «дещо божевільно захоплюючий одночасно». Кауфман додав, що «хоча Strong World не буде абсолютно незрозумілим для новачків», «ті, хто має міцну базу знань про історію та її багатьох персонажів, отримають найбільше задоволення від цього фільму». Наразі фільм має рейтинг 7,1 з 10, зібраний від кінокритиків і користувачів на IMDb.

### Нагороди та номінації
Фільм отримав нагороду за «Відмінну анімацію року» на 34-й церемонії вручення премії Японської академії та був номінований на «Анімацію року».

## Нотатки
1. 1 2  One Piece: Film Strong World
  - Японія  – US$60 145 085[14]
  - Інші країни  – US$1 078 971[15]